# Alessandro Pavolini
 (avril 2019).
Si vous disposez d'ouvrages ou d'articles de référence ou si vous connaissez des sites web de qualité traitant du thème abordé ici, merci de compléter l'article en donnant les références utiles à sa vérifiabilité et en les liant à la section « Notes et références ».
Pour les articles homonymes, voir Pavolini.

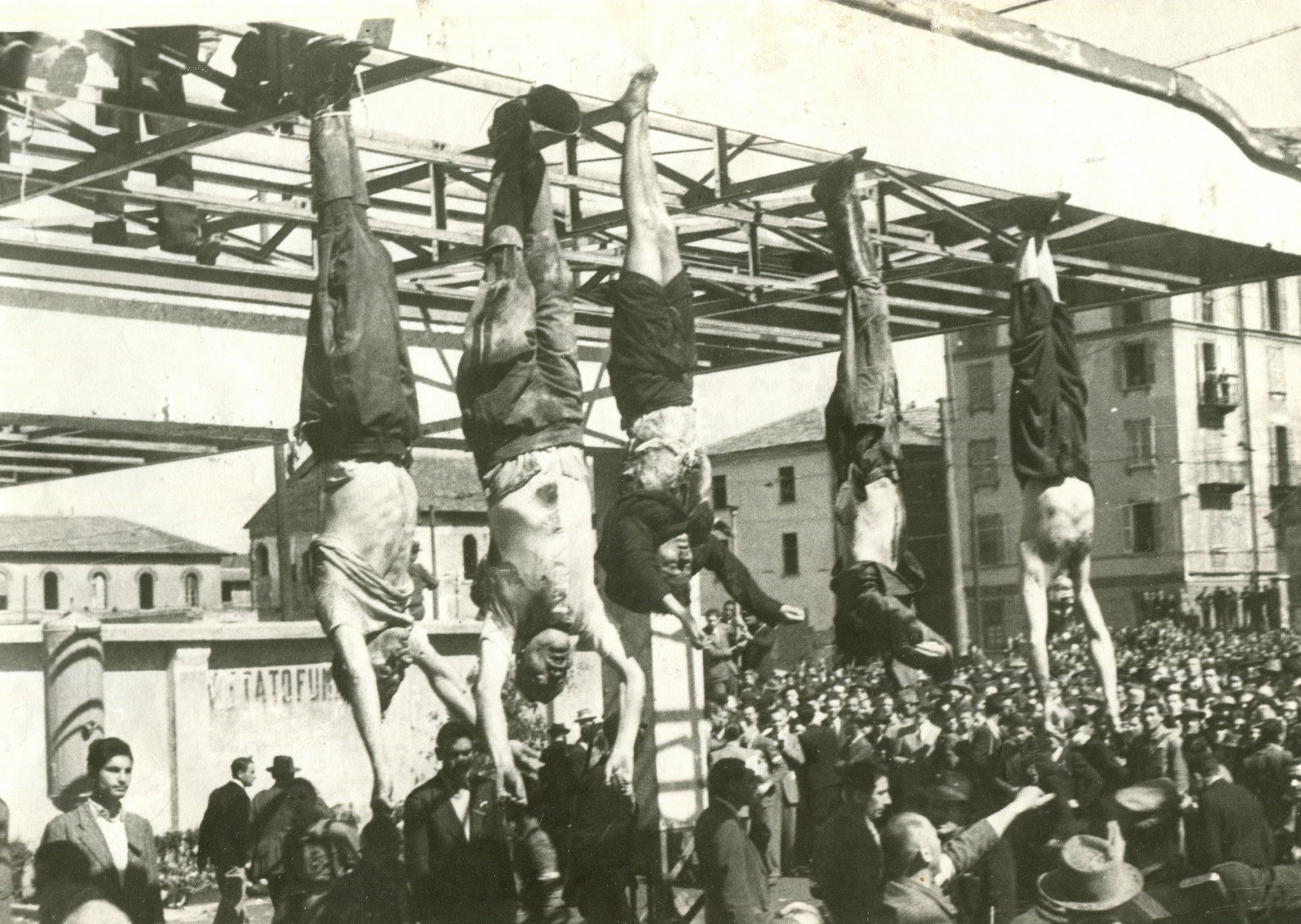
De gauche à droite, les corps de Bombacci, Mussolini, sa maîtresse Petacci, Pavolini et Starace exposés à Piazzale Loreto à Milan.

Alessandro Pavolini (27 septembre 1903 – 28 avril 1945) est un fasciste, journaliste et essayiste italien. Il fut ministre de la Culture populaire dans le gouvernement Mussolini de 1939 à 1943 puis occupa des fonctions dans la République sociale italienne (ou république de Salò) de 1943 jusqu'à la chute du régime, devenant le chef du nouveau parti fasciste. Connu pour sa cruauté envers les opposants au régime, fondateur et chef des Brigades noires, il fut arrêté et exécuté par des partisans dans les derniers jours de la guerre.

## Biographie
Alessandro Pavolini est né dans une famille de la haute bourgeoisie florentine, diplômé en droit et en sciences politiques il fut une des figures marquantes de l'entourage proche de Mussolini.
Homme de bonne éducation et de grande culture, fondateur d'une revue de critique artistique, sociale et politique (Il Bargello, publié à Florence), créateur du festival de musique de Florence (Maggio Musicale Fiorentino) Pavolini n'avait a priori rien d'une brute inculte et sanguinaire.
Après avoir occupé une place de choix au sein du CAUR, il devint ministre de la Culture populaire (comprendre ministre de l'Information et de la Propagande) du régime fasciste, ministère depuis lequel il avait la haute main sur la presse, les médias et le cinéma.
Ses directives de censure (appelées veline) avaient force de loi et indiquaient aux rédacteurs de journaux et aux cinéastes ce qu'ils pouvaient ou ne pouvaient pas publier ou montrer, elles étaient suivies à la lettre en dépit de leur caractère abusif et souvent ridicule (par exemple : interdiction de montrer des images du boxeur italien Primo Carnera à terre et KO, interdiction de montrer de jeunes femmes « à la taille de guêpe » et préférer des personnes bien en chair, évoquant une fécondité heureuse, etc.).
Personnage en vue de l'entourage du Duce, Pavolini défraya la chronique par sa liaison très affichée avec l'actrice Doris Duranti, populaire dans l'Italie des années 1930, vedette iconique de films Téléphones blancs (comédies mélodrames situées dans un milieu social favorisé qui furent un genre cinématographique à part entière dans la cinématographie italienne des années 1930 et 1940).
Après 1943 et l'avènement dans l'Italie du Nord, sous occupation allemande, de la république de Salò, Alessandro Pavolini se muera peu à peu en un chef milicien impitoyable, créateur des Brigate Nere, milices pratiquant une répression féroce des partisans résistants antifascistes, qu'ils soient communistes, monarchistes ou républicains.
C'est le parcours d'un intellectuel dévoyé, tenté par l'action violente, qui l'amènera à des actions impardonnables : lors des procès de Vérone, c'est Pavolini qui incitera Mussolini à ne pas gracier son propre gendre Galeazzo Ciano, qui avait voté la motion Grandi (destituant Mussolini) le 24 juillet 1943 et à l'envoyer au peloton d'exécution.
C'est lui encore qui suggèrera au gouvernement de la république de Salò, en fuite devant l'avance des Alliés de tenter un dernier baroud d'honneur dans le réduit alpin de la vallée de Sondrio (La Valtellina) : Pavolini, jamais avare de formules ronflantes y voyait les « Thermopyles du fascisme » et avait prévu d'emporter avec lui les ossements de Dante, « symboles de l'italianité ».
La route choisie pour la fuite, depuis Milan et Côme, fut celle de la rive ouest du lac de Côme, proche de la frontière suisse, où bien des hiérarques fascistes espéraient pouvoir se réfugier. La colonne de véhicules fut stoppée le 28 avril 1945 à Dongo, au nord-ouest du lac de Côme par un barrage de partisans et Mussolini fut arrêté, malgré son déguisement de soldat allemand.
Alessandro Pavolini se lança dans une course folle, mitraillette au poing en s'écriant « Nous devons mourir en fascistes, pas en couards » et donna bien du fil à retordre à ses poursuivants, échangeant avec eux force coups de feu, avant d'être finalement capturé, à demi noyé, sur un rocher à fleur d'eau.
Il fut fusillé le jour même, avec d'autres hiérarques fascistes, sur le quai bordant le lac de Côme, et son cadavre, pendu par les pieds fut exposé à la vindicte de la foule, à côté de celui de Mussolini et de Clara Petacci, piazzale Loreto, à Milan, les jours suivants.